# Лодзька політехніка
Лодзька політехніка (пол. Politechnika Łódzka) — технічний заклад вищої освіти у польській Лодзі, заснований у 1945 році.

## Історія
Заснований 24 травня 1945 року у складі трьох факультетів: механічного, електричного та хімічного і текстильного. На перший рік навчання було прийнято 525 студентів, 458 студентів продовжили навчання. В університеті працювали 33 кафедри, на яких працювали 33 професори, 15 ад'юнктів і 53 асистенти.
У 1976 році політехніка нагороджена орденом Прапора праці першого класу.
У рейтингу університетів 2014 навчального журналу «Перспективи» Лодзька політехніка стала четвертим університетом Польщі. Вона також виграла конкурс як «найбільш інноваційний та творчий університет у Польщі зі створення професійних перспектив 2014».

## Структура

### Факультети
- Хімічний факультет (з 1945 року)
- Факультет електротехніки, електроніки, обчислювальної техніки та автоматики (з 1945 року)
- Машинобудівний факультет (з 1945 року)
- Факультет технологій матеріалознавства та дизайну текстилю (з 1947 року)
- Факультет біотехнологій та продуктів харчування (з 1950 року)
- Факультет цивільного та екологічного будівництва і архітектури (з 1956 року)
- Факультет технічної інженерії та охорони навколишнього середовища (з 1970 року)
- Факультет прикладної фізики, інформатики та прикладної математики (з 1976 року)
- Факультет управління та виробничих процесів (з 1991 року).

### Міжфакультетські підрозділи
- Коллегіум господарського розвитку
- Логістичний колегіум
- Товарознавчий колегіум.

### Інші підрозділи
- Наукова бібліотека
- Центр папірництва та друку
- Центр діагностики та лазерної терапії
- Центр безперервної освіти
- Мовний центр
- Міжнародний факультет
- Навчальний центр математики та фізики
- Університетський інформаційний центр
- Центр інформаційних технологій
- Мультимедійний центр
- Центр електронного навчання
- Вища школа
- Дитячий університет
- Університет третього віку.

## Ректори
1. Богдан Стефвновський (1945–1948)
2. Осман Ахматович (1948–1952)
3. Болеслав Конорський (1952–1953)
4. Мечислав Клімек (1953–1962)
5. Єжи Вернер (1962–1968)
6. Мечислав Сервінський (1968–1975)
7. Едвард Галяс (1975–1981)
8. Єжи Крог (1981–1987)
9. Чеслав Струмилло (1987–1990)
10. Ян Крисінський (1990–1996)
11. Юзеф Маєр (1996–2002)
12. Ян Крисінський (2002–2008)
13. Станіслав Білецький (2008–2016)
14. Славомир Вяк (з 1 вересня 2016).

## Галерея

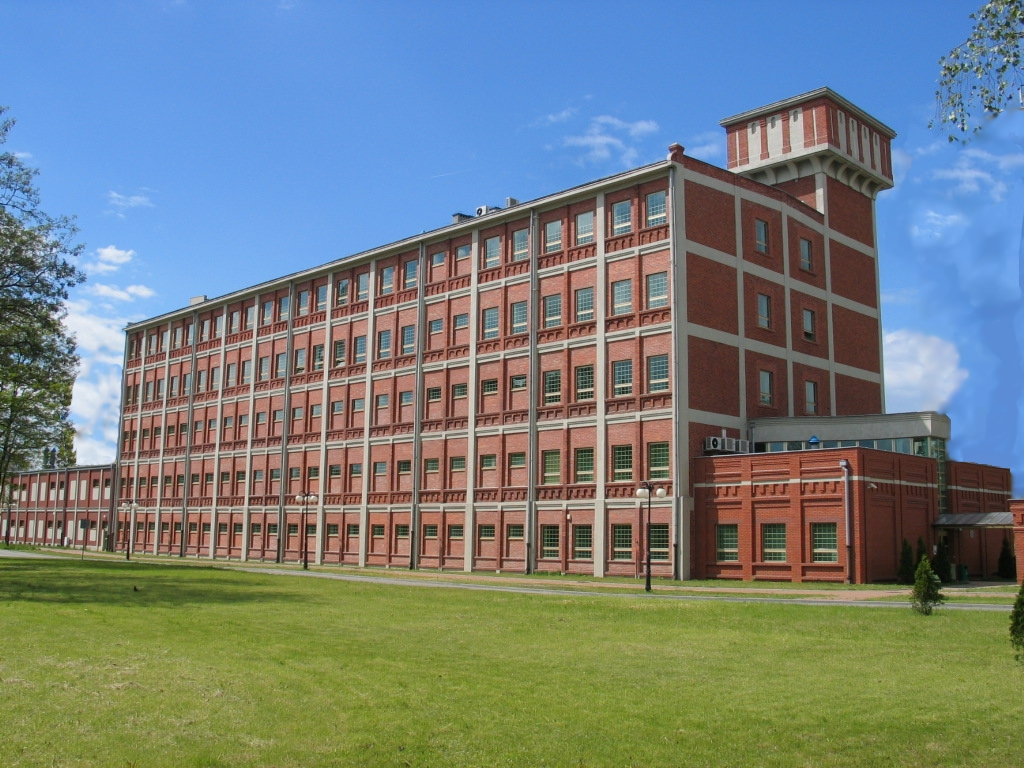
Будівля наукової бібліотеки університету (колишня фабрика Роберта Швайкерта)
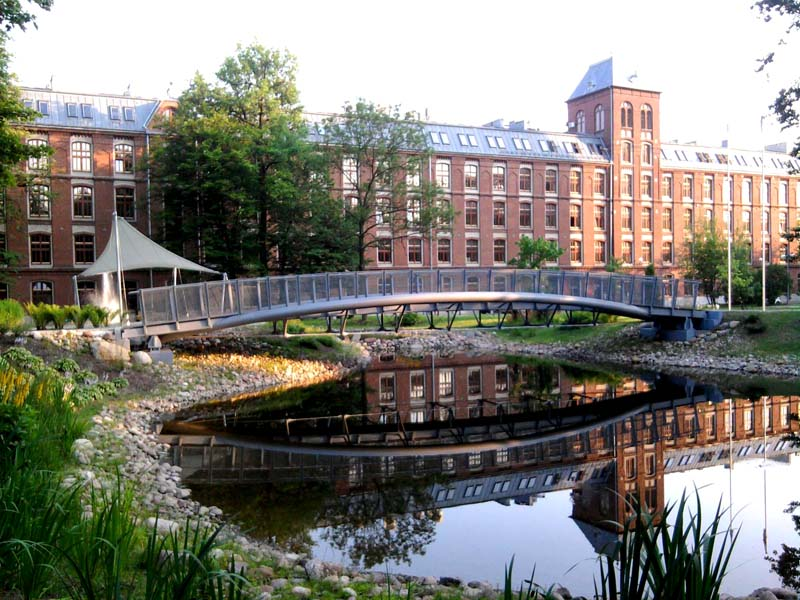
Навчальний корпус трьох факультетів
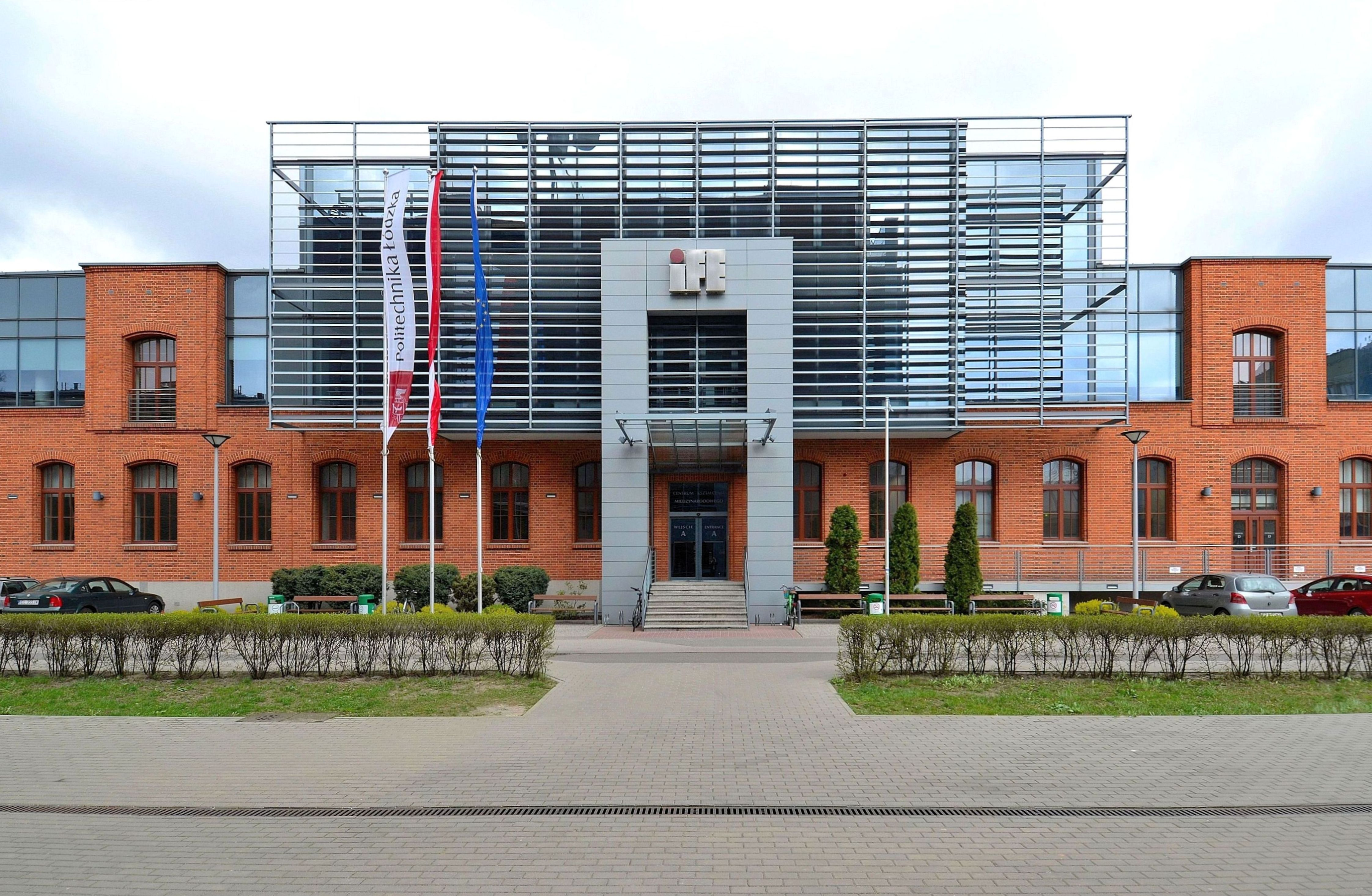
Міжнародний навчальний центр
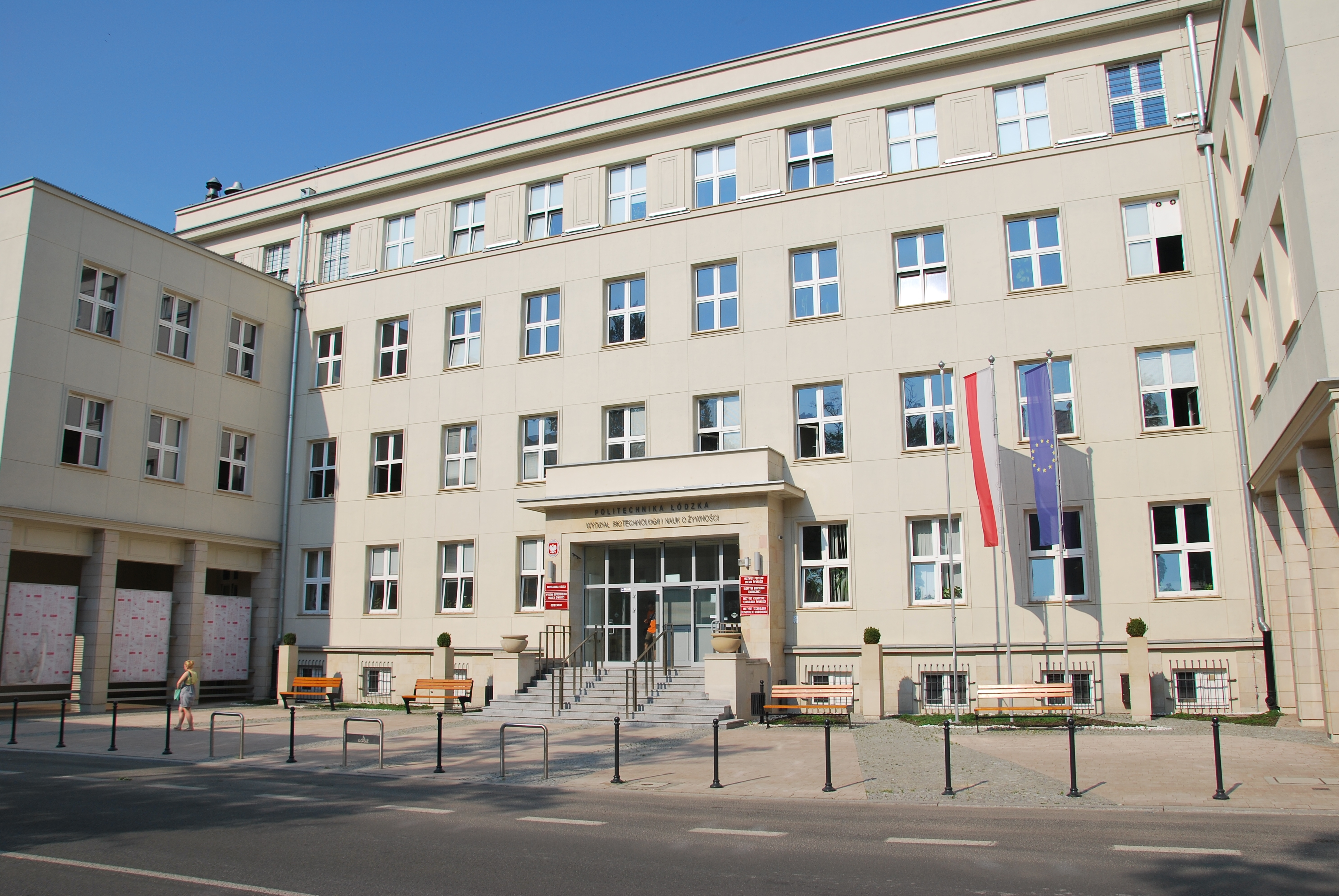
Факультет біотехнологій та харчових продуктів
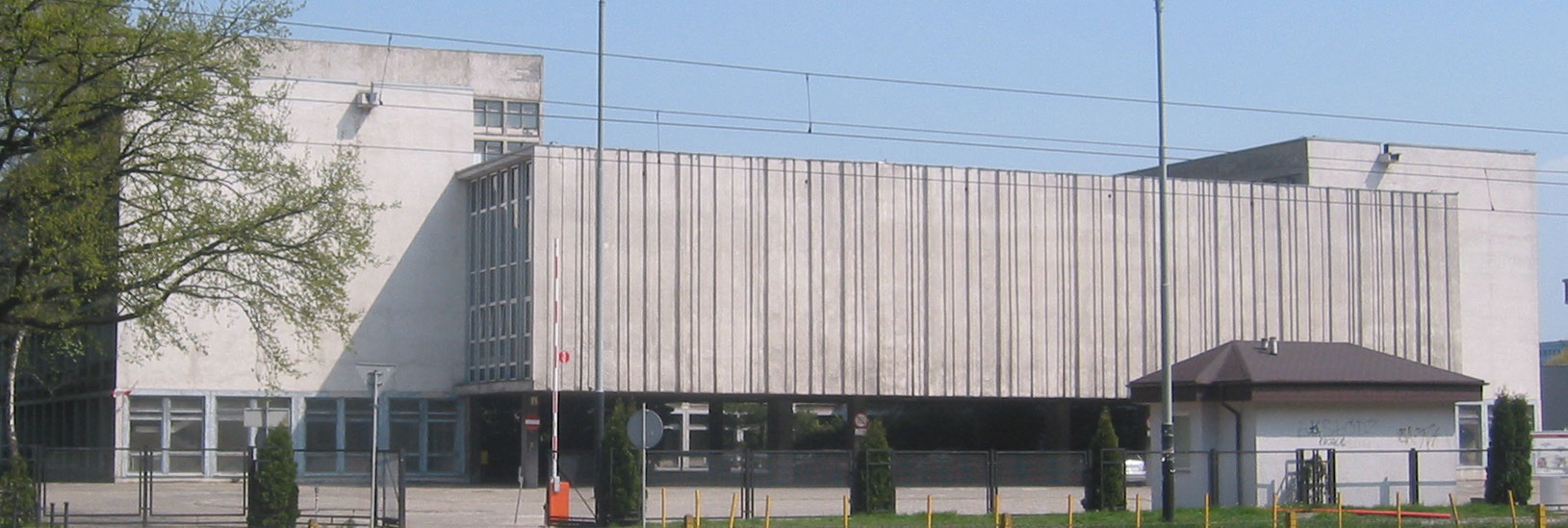
Факультет цивільного та екологічного будівництва і архітектури
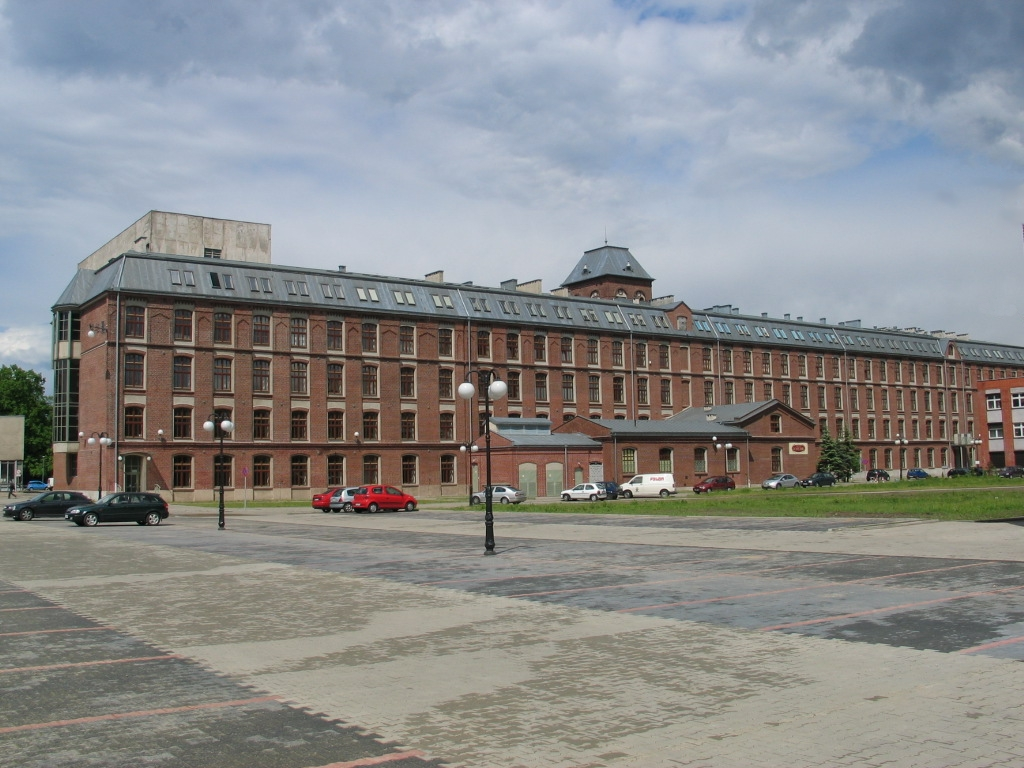
Факультет електротехніки, електроніки, обчислювальної техніки та автоматики
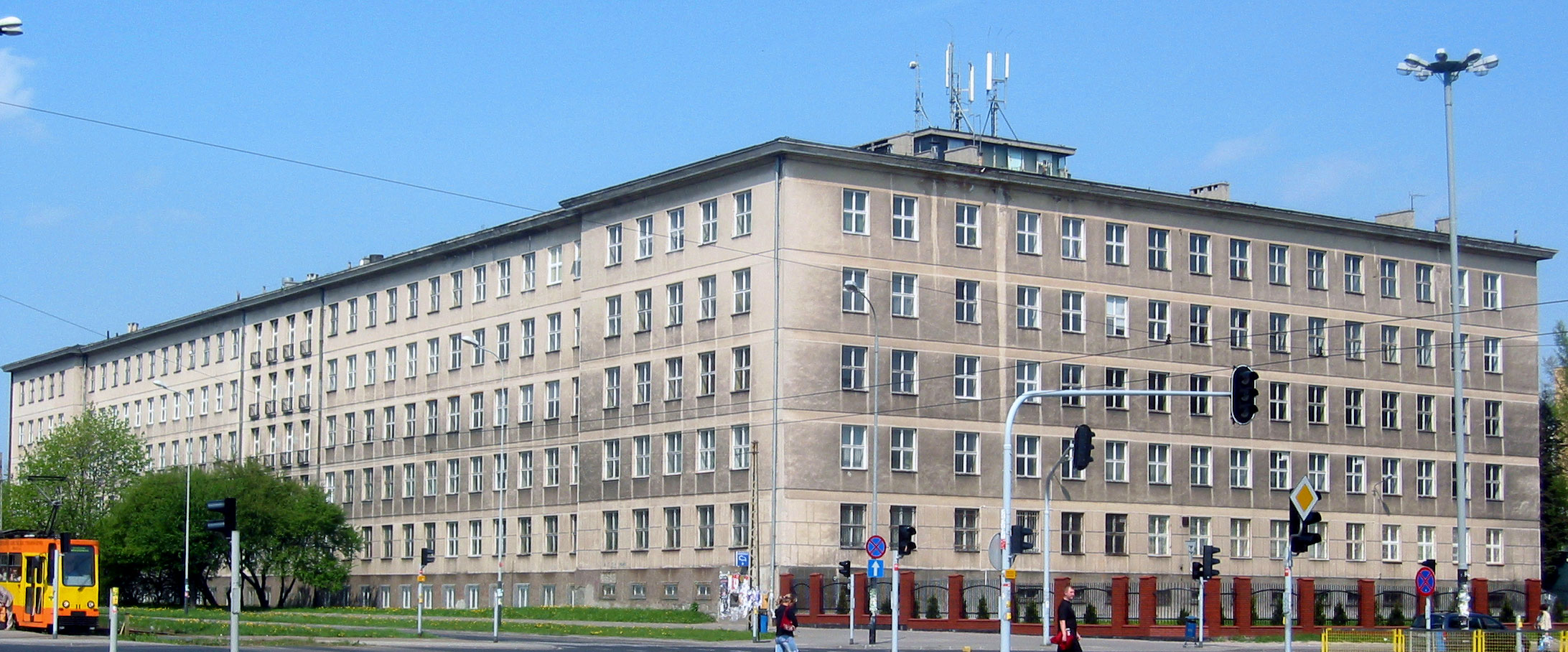
Факультет технологій матеріалознавства та дизайну текстилю
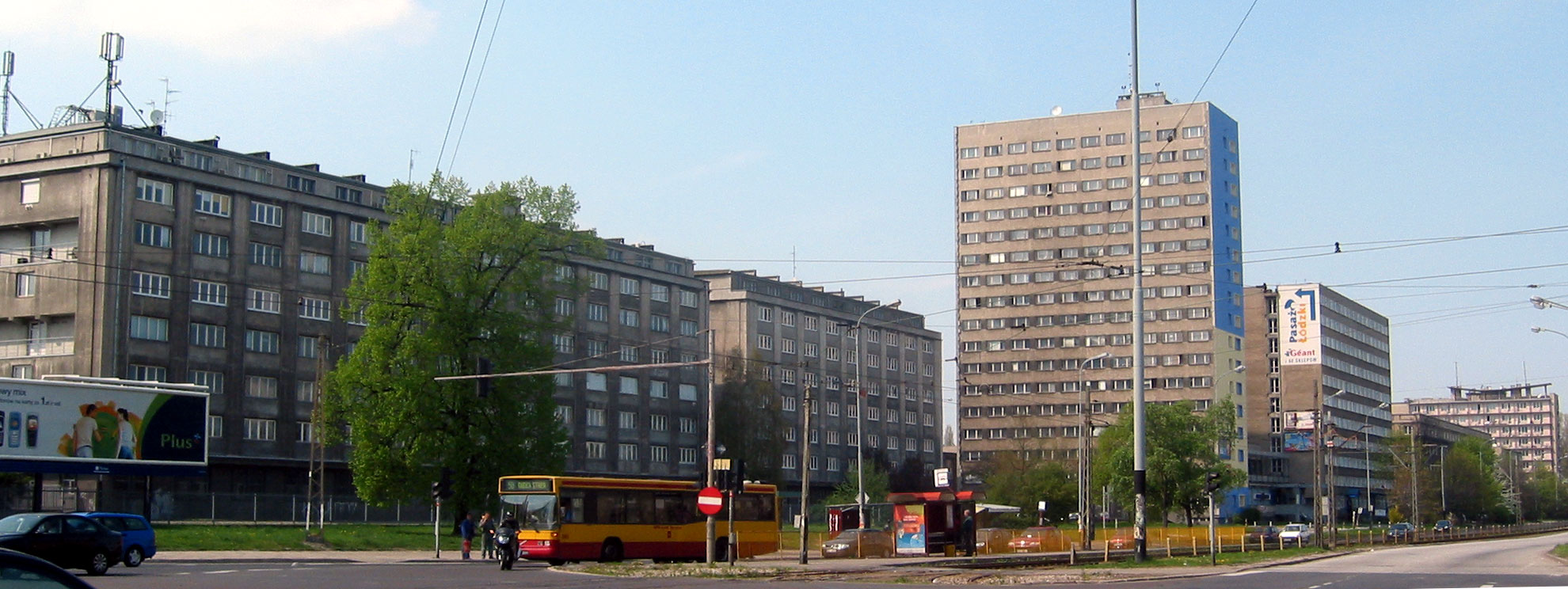
Проспект Академії в Лодзі
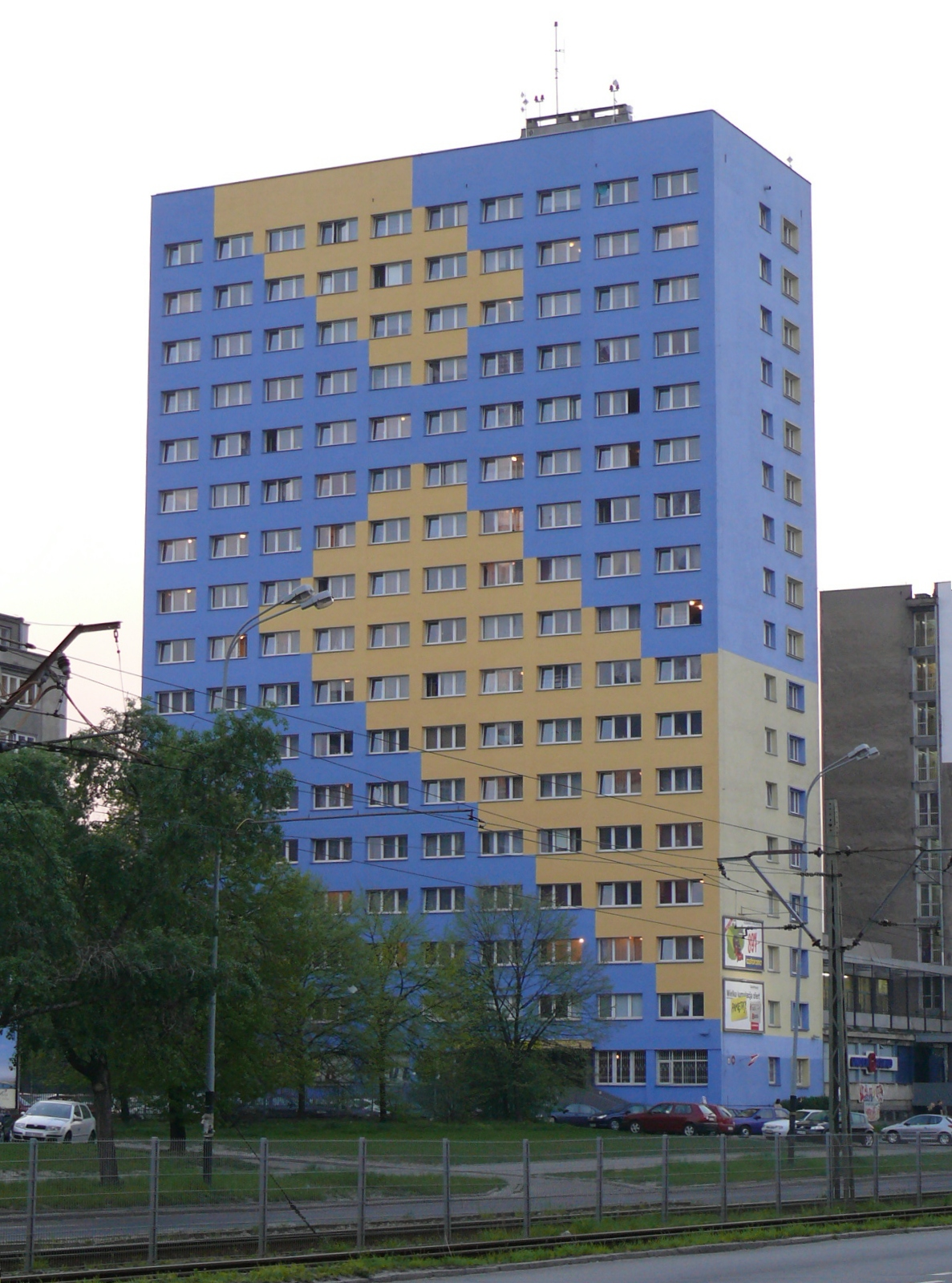
7-й будинок студента